# Дез Инд
„Дез Инд“ е исторически хотел в Хага, Нидерландия.
Построен е през 1856 г. за личния съветник на крал Вилхелм III. Някога е бил разкошна аристократична градска къща.
Именно тук Мата Хари пуска в ход своите уловки, докато хотелът е използван за щаб на Антантата по време на Мрачните дни на Първата световна война.
След основен ремонт за 35 милиона евро е отново открит като хотел „Меридиан Дез Инд“.